# Anomalía de Schottky
La anomalía de Schottky, en las medidas de calor específico, se encuentra en materiales con niveles de energía de espín.
A bajas temperaturas, los materiales cristalinos presentan una dependencia de la capacidad calorífica aproximadamente proporcional al cubo de la temperatura. Esta capacidad calorífica corresponde a la población de fonones (vibraciones colectivas de la red).
Un compuesto magnético (que presente interacciones magnéticas) tendrá, superpuesta a esta función, un pico de baja intensidad, correspondiente a la temperatura a la que se pueblan los niveles de energía magnéticos.